# 旧三觜八郎右衛門家住宅

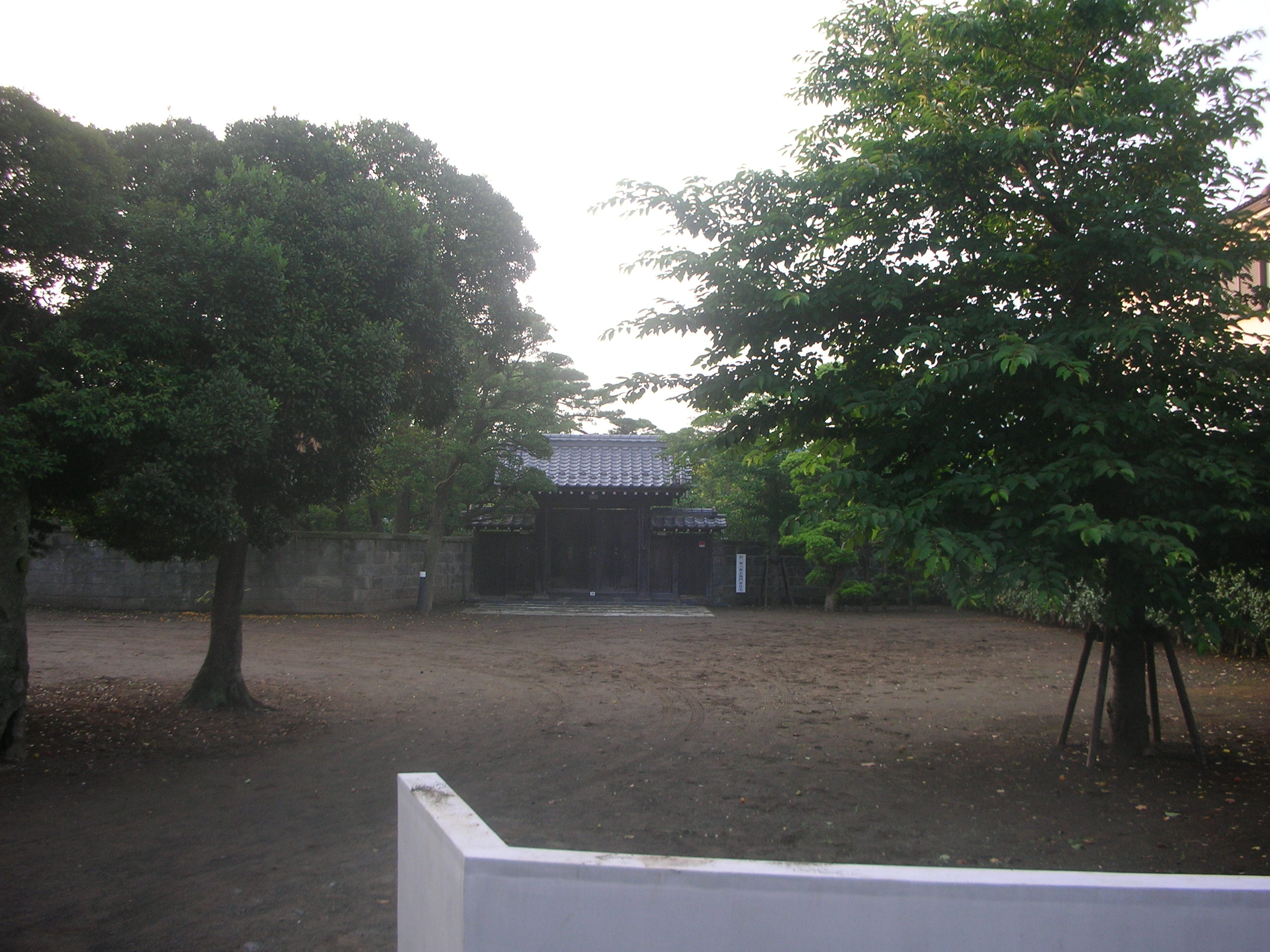
旧三觜八郎右衛門家住宅前の庭

旧三觜八郎右衛門家住宅（きゅうみつはしはちろうえもんけじゅうたく）は、神奈川県藤沢市羽鳥にある歴史的建造物。国の登録有形文化財に登録されている。

## 概要
三觜家付近の東海道沿いの集落一帯は江戸時代から明治中期まで羽鳥村と呼ばれ、三觜家は江戸時代には100石以上の高持（本百姓）で代々八郎右衛門を名乗り、羽鳥村の名主を務め、羽鳥村の農民の4分の3と小作してもらう関係を結んでいたという。
11代目は明治初期の高座郡羽鳥村の初代村長を務めた。13代目八郎右衛門は、1872年（明治5年）に小笠原東陽を招き、私費を投じて修繕した村内の廃寺徳昌院に読書院（郷学校）を開設。まもなく学制が布かれると神奈川県は読書院を羽鳥学校（現在の藤沢市立明治小学校）として小学校に認定した。1877年（明治10年）には、東陽が私塾として別に存続させていた読書院の拡張に八郎右衛門も学舎新築などで援助、塾名も「耕余塾」（翌年変則中学として認可）に改められ、その後各界へ多くの人材を輩出した（後の内閣総理大臣吉田茂、味の素を創設した鈴木三郎助など）。
2013年（平成25年）に主屋、門、石塀が国の登録有形文化財に登録された。

## 保存運動
すでに所有権が不動産業者に渡り主屋など建物は2022年頃に解体され跡地は宅地分譲される計画になっていが、建物の保存を望む声があがっている。

## アクセス
JR東日本東海道本線・辻堂駅から、徒歩で30分。